# Sárdy Barbara
Sárdy Barbara (Sopron, 1976. július 17.) énekesnő, dalszerző.

## Élete
Szülei orvosok, három öccse van. Sopronban érettségizett a Berzsenyi Dániel Evangélikus Líceumban, 1994-ben. Iskolai éveit végigkísérte a zene- és a nyelvtanulás, valamint a sport. Nyolc éven át cselgáncsozott, serdülő korosztályban magyar bajnok is volt, 1989-ben. Angol középfokú „C” típusú nyelvvizsgát tett, 1994-ben. 
Nyolc évig zongorázott, azután a Soproni Petőfi Színház színitanodásaként 17 éves korában kezdett énekelni, amit azóta is folyamatosan tanul. Az OSZK Kőbányai Zenei Stúdiójába 1996-tól 1999-ig járt, a záróvizsgákkal előadóművészi képesítést és nemzetközi működési engedélyt szerzett. 
2002-ben jelentkezett a Budapesti Corvinus Egyetemre, ahol a kertészmérnöki karon, gyógynövénytermesztés szakon végzett, 2006-ban.
Énekesi-szerzői pályáját, négy fontos állomásként, önálló lemezei „rendezik ciklusokra”:
- Mother Funker: Loving (2000)
- Sárdy Barbara: Forr a dalom (2002)
- Sárdy Barbara: Valóban nem álmodom (2003)
- Papp–Sárdy n.b.b.: Magyar akarok maradni (2009)

2002-től működéséig, tagja volta a Bocskai István Szabadegyetem Színpadának.
2003-tól 2006-ig, rádiójátékokat és művész interjúkat készített a Pannon, a későbbi Kincsem Rádióban.
Politizálni 1999-ben kezdett el, de egyetlen írása, beszéde, dala sem született valamely párt oldalvizén, hanem mindig, kizárólag az egyetemes magyar érdek nevében. 
Dalszövegeket, dalokat, politikai elemzéseket, színdarabokat ír. Ezek közül néhány már napvilágot látott. Zenekarával – PAPP–SÁRDY n.b.b. – koncertezik országszerte.

## Családja
18 évesen találkozott Papp Gyula zongorista-zeneszerzővel, aki szerző-, előadó- és csaknem három évtizedig élete társa volt. Zsuzsanna lányuk 2006-ban, Georgina pedig 2008-ban született.